# 本坂トンネル

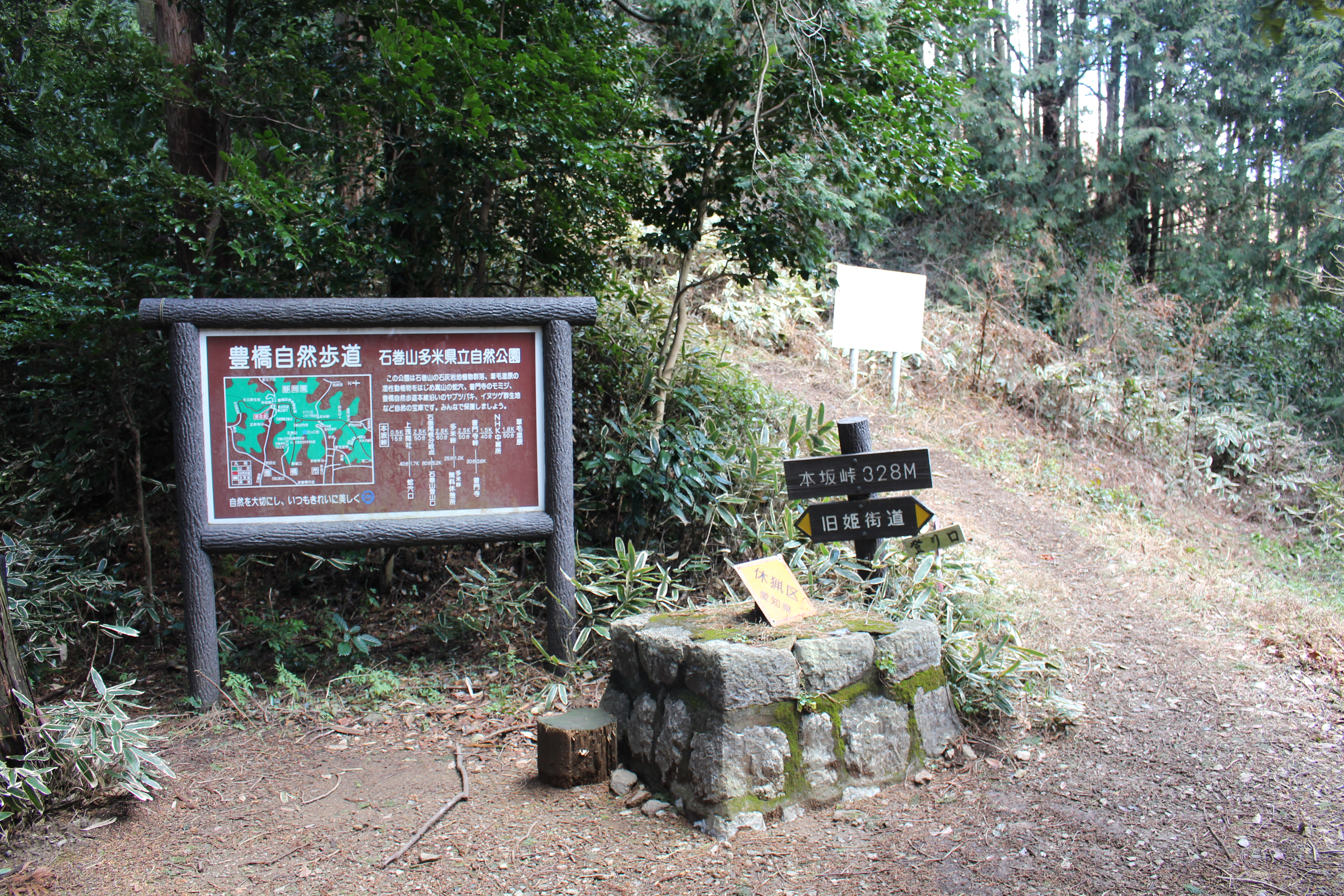
本坂トンネルは、弓張山地の本坂峠付近南側の下を貫通している。

本坂トンネル（ほんざかトンネル）は、愛知県豊橋市から静岡県浜松市浜名区に至る国道362号バイパスである。弓張山地（湖西連峰）の本坂峠付近南側の下をトンネルで結んでいる。
愛知県道路公社と静岡県道路公社が共同管理（実際には愛知県道路公社から受託する形で静岡県道路公社が管理）する有料道路であったが、2008年3月31日午後より無料開放され、愛知県と浜松市に移管した。
旧道も国道362号に指定されており、こちらには1915年に竣工した延長213mの旧本坂トンネルがある。かつての姫街道（本坂通）のルートである。

## 概要
- 起点 : 愛知県豊橋市嵩山町
- 終点 : 静岡県浜松市浜名区三ヶ日町本坂
- 延長 : 2.0 km[1]（静岡県1.1 km、愛知県0.9 km）
- トンネル延長 : 1,379 m
- トンネル標高：静岡県側130m、愛知県側110m
- 車線数 : 全線2車線

## 沿革
- 1978年（昭和53年）4月1日 ： 開通[2]
- 2008年（平成20年）3月31日 ： 無料開放（予定より半日前倒し）

## 通行料金（当時）
以下は無料化される直前の通行料金である。2008年3月31日に無料化されて以降は通行料金の発生はない。料金所は静岡県側にあった。
- 小型・普通・マイクロバス : 250円
- 大型貨物自動車 : 410円
- 観光バス : 930円
- 軽自動車・二輪車 : 150円
- 原動機付自転車 : 20円
- 自転車 : 無料（開通当時は20円）